# دنی رابرتز
دنی رابرتز (انگلیسی: Danny Roberts؛ زادهٔ ۱۴ ژوئیهٔ ۱۹۸۷) ورزشکار هنرهای رزمی ترکیبی اهل انگلستان است.